# Policijsko letalstvo
Policijsko letalstvo je uporaba letal ali helikopterjev, za namene policijskih operacij.
Policija uporablja letalske enote za podporo enotam na tleh, nadzor prometa, opazovanje in nadzor večjih javnih zbiranj ali dogodkov, zračna patrulja itn.
Lahko uporabljajo Helikopterje, letala in drone. Helikopterji so uporabljeni v nekaterih primerih ter večjih mestih, tudi za prevoz specialnih ter posebnih enot, medtem ko nekatere policije uporabljajo letala, predvsem prevoz osebja ter opreme, tam kjer so velike razdalje med naseljenimi območji.
Policijsko letalstvo je uporaba letal v policijskih operacijah. Policijske službe običajno uporabljajo zrakoplove za nadzor prometa, podporo na tleh, iskanje in reševanje, zasledovanje hitrih avtomobilov, opazovanje, zračno patruljiranje in nadzor obsežnih javnih dogodkov in / ali incidentov javnega reda. Lahko uporabljajo zrakoplove z rotacijskimi krili, zrakoplove s fiksnimi krili, zrakoplove s trdimi krili ali zrakoplove lažje od zraka. V nekaterih večjih mestih se policijska rotacijska letala uporabljajo tudi kot letalski prevoz osebja, ki pripada enotam SWAT (slovensko: Specialno orožje in taktika). Na velikih, redko poseljenih območjih se včasih za prevoz osebja in opreme uporabljajo letala s fiksnimi krili.

## Zgodovina
Prvi policijski letalski oddelek je bil ustanovljen leta 1919 v New Yorku z dvema letaloma s fiksnimi krili.  Letala s fiksnimi krili so bila na splošno nadomeščena z bolj vsestranskimi letali z rotacijskimi krili od poznih štiridesetih let. Vendar se letala s fiksnimi krili še vedno uporabljajo v nekaterih misijah, kot je mejna patrulja, saj njihova večja hitrost in večja operativna nadmorska višina omogočata pokritost večjih površin.
Leta 1921 je bila britanska zračna ladja R33 uporabljena za pomoč policiji pri nadzoru prometa okoli konjskih dirk v Epsomu in Ascotu.

## Zrakoplov z vrtljivimi krili
Najpogostejša oblika policijskih rotacijskih zrakoplovov je helikopter, uporabljajo pa se tudi druge vrste zrakoplovov, kot je avtožiro. Avtožiro Groen Hawk 4 je bil uporabljen med zimskimi olimpijskimi igrami 2002 v Salt Lake Cityju v Utahu.
Policijski zrakoplovi z rotacijskimi krili so običajno opremljeni s posebno opremo, vključno z nočnim vidom, FLIR, nadzornimi kamerami, radarjem, posebnimi radijskimi sistemi in motorji, zvočniki, razdeljevalci solzivcev, žarometi, vitli in kabli vitlov, svetilnimi utripajočimi lučmi, policijsko reševalno opremo in posebni sedeži. Običajno ne nosijo orožja. Policijska rotacijska letala so včasih opremljena za opravljanje več funkcij ali pa so zasnovana tako, da jih je mogoče hitro spremeniti, kadar je to potrebno za različne vloge. Na primer, rotacijsko letalo se lahko uporablja za iskanje in reševanje in nato kot zračno reševalno vozilo.
Policijske sile včasih uporabljajo vojaške presežne zrakoplove z rotacijskimi krili, kot je Bell UH-1 Huey. Nekatere policije, kot je Policía Federal v Mehiki, nabavijo nove vojaške zrakoplove z rotacijskimi krili, kot je Sikorsky UH-60 Black Hawk. Večina pa civilne zrakoplove z rotacijskimi krili kupuje neposredno pri večjih letalskih družbah ali jih najema pri posebnih dobaviteljih.

## Letala s fiksnimi krili in neprožnimi krili
Nekatere policijske letalske enote uporabljajo tudi fiksna letala, ki omogočajo višji in tišji nadzor, zaradi česar je manj verjetno, da bodo osumljenci vedeli, da jih opazujejo. Nekaj policijskih letalskih enot, kot je policija severnega ozemlja v Avstraliji, uporablja le letala s fiksnimi krili. Uporaba letal s fiksnimi krili omogoča tudi daljši čas letenja in ima nižje operativne stroške. Z letali s fiksnimi krili se prevažajo tudi zaporniki, pri čemer je morda največji primer te uporabe sistem za prevoz zapornikov in tujcev (vzdevek Con Air). Z letali s fiksnimi krili se uporabljajo tudi redne policijske patrulje v oddaljenih skupnostih in prevozi preiskovalcev na oddaljena mesta zločina. Lahka športna letala in gnana padala se lahko včasih uporabljajo za stroškovno učinkovito nadomestitev helikopterjev v vlogi opazovalne platforme.

## Zrakoplovi, lažji od zraka
Med redarskim državnim zborovanjem leta 2004, olimpijskimi igrami v Atlanti 1996 in olimpijskimi igrami v Atenah 2004 so bili za patruljiranje neba uporabljeni manjši zračni baloni. Mehki Santos-Dumont, imenovan po Albertu Santos-Dumontu, deluje na Karibih za posebno enoto za boj proti kriminalu Trinidad in Tobago (SAUTT) in zagotavlja varnostni nadzor. Aprila 2009 je ta zračni balon omogočil letalski nadzor 5. vrha Amerik v Port of Spain. Policija Velikega Manchestera je leta 2010 pričela s poskusnimi operacijami, da bi zagotovila nadzor večjih dogodkov, kar bi bila dolgoročno cenejša alternativa uporabi helikopterja. Vendar pa je bil ta uporabljen le 18-krat zaradi operativnih težav, povezanih z vremenom.

## Brezpilotna letala
Policija je na nekaterih območjih začela uporabljati brezpilotne zrakoplove ali brezpilotne zrakoplove za nadzorne operacije. Brezpilotna letala so na voljo s fiksnimi in rotacijskimi krili.

## Helikopterji
Najbolj pogosto policije uporabljajo helikopterje, ki so opremljeni s specifično opremo za izvajanje nalog. Najbolj pogosto NVG očala, FLIR, nadzorne kamere, posebni radio sistemi ter motorji, zvočniki, razpršilci za solzivec, iskalne luči, reševalna oprema, ter zunanji vitel.
Orožje ni pritrjeno na helikopter. Policijski helikopterji izvajajo več funkcij ali pa so tako že zasnovani, da se lahko notranja in zunanja oprema menjava hitro glede na operacijo ki se jo bo izvajalo,kot primer; s helikopterjem najprej izvajajo iskanje pogrešane osebe ali pa poškodovane osebe, potem pa še HEMS prevoz.

## Slovenija

### Letalska policijska enota v Sloveniji
Začetek delovanja letalske policijske enote sega v leto 1967, ko je takratna milica v uporabo dobila prvi helikopter. Že leto kasneje je policijski helikopter prvič sodeloval pri reševanju v gorah. V osemdesetih letih so se nato ponašali s helikopterjem, ki je bil preurejen izključno za prevoz bolnikov in ponesrečencev. Letalska policijska enota ima danes sodobno medicinsko opremo za reševanje v gorah, med njimi opremo za prevoz bolnikov in dojenčkov ter posebna nosila, ki se z vitlom spustijo do ponesrečenca.
"Helikoptersko reševanje ni enostavno delo, tudi ni rutinska služba od osmih do štirih. Je pravzaprav poslanstvo, ki terja celega človeka, predanega in požrtvovalnega, in kar je še bolj pomembno - v eni osebi zahteva in združuje odličnega strokovnjaka, ki se znajde v težkih in nepredvidljivih okoliščinah, hkrati pa zaupanja vrednega sodelavca, na katerega se lahko visoko v zraku stoodstotno zaneseš. To so odlike, ki jih je treba spoštovati, še posebej v današnjih časih, ko v pričakovanju čim hitrejše izpolnitve svojih pogosto malenkostnih in sebičnih zahtev, nemalokrat pozabimo na sočloveka in hote ali nehote spregledamo njegovo stisko ali klic na pomoč." je v nagovoru povedala ministrica Györkös Žnidarjeva.

### Zdravniki, gorski reševalci in policisti skupaj v reševalnih akcijah na smučiščih
Enota helikopterske nujne medicinske pomoči (HNMP), Gorska reševalna zveza Slovenije (GRZS) in Letalska policijska enota (LPE) so leta 2012 med zimskimi počitnicami s skupno ekipo izvajali tehnično reševanje na slovenskih smučiščih.
Helikopterska ekipa je med 18. in 26. februarjem 2012 na slovenskih smučiščih posredovala sedemkrat, dvakrat pa na težko dostopnih terenih. Posredovali so na Veliki planini, Voglu, Kranjski Gori, Starem vrhu, Kaninu in Belski planini. Razlogi za intervencijo so bili različni, od poškodb hrbtenice, glave, nog, rok in prsnega koša, do zloma stegnenice in infarkta.
Takšna oblika reševanja se je na podlagi izkušenj iz preteklih let pokazala kot zelo učinkovita in upravičena. S takim načinom reševanja na smučiščih se namreč zmanjšajo možnosti za dodatne poškodbe pri vseh  poškodovanih, ki utrpijo poškodbe hrbtenice, medenice, stegnenice, nezavest ali politravmo, saj je vsako premikanje poškodovanca na dogovorjena mesta za pristanek helikopterja lahko škodljivo.
Ekipa, sestavljena iz HNMP in GRZS članov, se je že v preteklih dveh letih med zimskimi počitnicami, ko je število smučarjev na slovenskih smučiščih povečano, izkazala za optimalno, saj s kratkim aktivacijskim časom, z možnostjo dela iz lebdečega helikopterja in z možnostjo uporabe vitlanja lahko hitro in kakovostno oskrbi najhuje poškodovane, ki jih ni priporočljivo premikati z mesta nesreče.
V času smučarske sezone izven zimskih počitnic na smučiščih sicer posreduje HNMP, če je možen pristanek helikopterja, helikopterska služba GRZS pa takrat, ko je na smučišču potrebno tehnično reševanje oz. t. i. vitlanje. Helikopterska ekipa, sestavljena iz HNMP in GRZS članov, združuje prednosti obeh služb, izkoristi tehniko in znanje Letalske policijske enote, zato lahko posreduje hitro, z visoko ravnijo medicinskih storitev in tudi z uporabo vitle, če je to potrebno.